# Margonin
Margonin – miasto w województwie wielkopolskim, w powiecie chodzieskim.
Prywatne miasto szlacheckie lokowane w 1402 roku położone było w XVI wieku w województwie kaliskim.
Siedziba gminy miejsko-wiejskiej Margonin. W latach 1975–1998 miasto administracyjnie należało do województwa pilskiego.
Według danych z 31 grudnia 2009 miasto miało 2980 mieszkańców.

## Położenie
Margonin leży w północno-wschodniej części województwa wielkopolskiego w powiecie chodzieskim nad Margoninką i Jeziorem Margonińskim. Miasto liczy niespełna 3 tysiące mieszkańców żyjących na powierzchni ponad 5 km². Margonin leży na terenie Wysoczyzny Chodzieskiej. Miasto stanowi ważny węzeł drogowy. W mieście krzyżują się trasy:
- Droga wojewódzka nr 190 (Krajenka – Gniezno)
- Droga wojewódzka nr 193 (Gołańcz – Rataje).

Margonin leży w niewielkiej odległości od ważnych ośrodków gospodarczych i administracyjnych w regionie, a także od ośrodków sąsiednich gmin.
Obecnie do Margonina nie można dojechać koleją, gdyż linia Gołańcz – Chodzież została zamknięta. Komunikacją publiczną na terenie miasta zajmuje się pilski PKS, który oferuje kilkanaście autobusów dziennie do większości ościennych miejscowości, a także do Piły oraz prywatna firma Janbus, oferująca regularne przejazdy do Chodzieży.

## Historia
Margonin powstał z niewielkiej osady, która już we wczesnym średniowieczu istniała nad Jeziorem Margonińskim. Znajdujące się tam dwa grodziska dały początek osiedlu miejskiemu. Pierwsza pisana notka pochodzi z 15 maja 1364 roku. Osada prawa miejskie otrzymała przed 1402 rokiem, a w wyniku starań Joanny Gembickiej prawa te odnowiono w 1696 roku. Margonin był wtedy miastem prywatnym. Wiadomo jednak że ok. 1450 roku miasto opasane było fortyfikacjami miejskimi. W czasie wojny trzynastoletniej Margonin wystawił w 1458 roku 6 pieszych na odsiecz oblężonej polskiej załogi zamku w Malborku. Rok 1772 przyniósł stagnację miasta, które zostało wcielone do Prus. Sytuacja ta trwała do roku 1807 kiedy to Margonin został wcielony na kolejnych 8 lat do Księstwa Warszawskiego. Wiek XVIII był okresem szybkiego rozwoju – przede wszystkim sukiennictwa, a także rzemiosła, handlu i usługi w mieście. Dowodem szybkich przemian może być fakt, iż w 1818 roku Margonin zamieszkiwało 1640 mieszkańców. Kolejny ważny etap rozwoju miasta nastąpił po wybudowaniu w 1908 roku linii kolejowej łączącej Chodzież z Gołańczą i stacji kolejowej w Margoninie.
Do odradzającego się państwa polskiego Margonin został przyłączony w wyniku powstania wielkopolskiego. Powstańcy wkroczyli do miasta 6 stycznia 1919 roku. Oficjalne przejęcie władzy przez Polaków nastąpiło jednak dopiero 18 stycznia 1920 roku. W okresie międzywojennym Margonin rozwijał się mało dynamicznie.
5 września 1939 roku wojska niemieckie opanowały Margonin, a dla polskiej ludności rozpoczął się okres terroru hitlerowskiego. W czasie okupacji w okolicy działała rozwinięta grupa konspiracyjna, do której należało wielu mieszkańców miasta.
22 stycznia 1945 roku Margonin został zajęty przez Armię Czerwoną. Po wojnie nastąpiła odbudowa i rozbudowa miasta, które stało się lokalnym ośrodkiem usługowo-handlowym z rozwiniętymi funkcjami ośrodka turystycznego.
Nazwa miasta pochodzi najprawdopodobniej od imienia zaczynającego się od przedrostka Marg-; historykom nie udało się jednak ustalić konkretnej osoby. Według miejscowej legendy nazwa pochodzi od imienia krzyżackiego rycerza Margo, który zachwycił się urodą córki właściciela wsi Sułaszewo – Niny. Po uprowadzeniu dziewczyny, osiadł on we dworze nad jeziorem, wokół którego rozwinęła się osada.
1 stycznia 2023 roku zniesiono oficjalnie części miasta o nazwach Nowe Miasto, Piaski i Rutki.

## Demografia

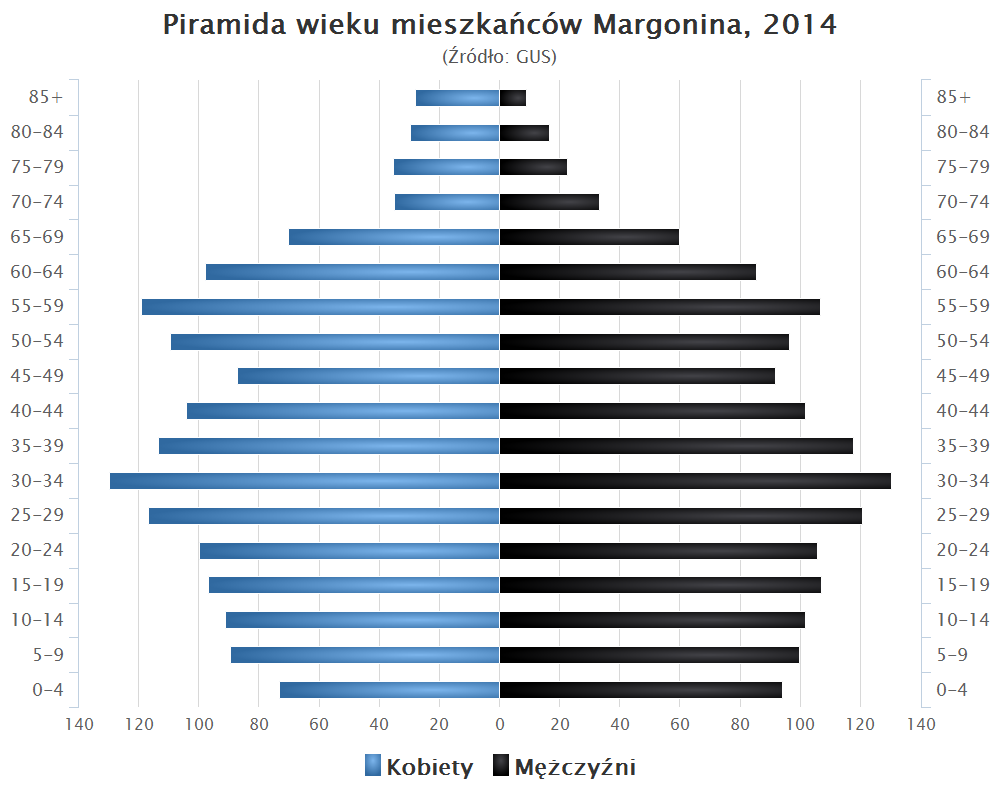
Piramida wieku mieszkańców Margonina w 2014 roku

## Zabytki

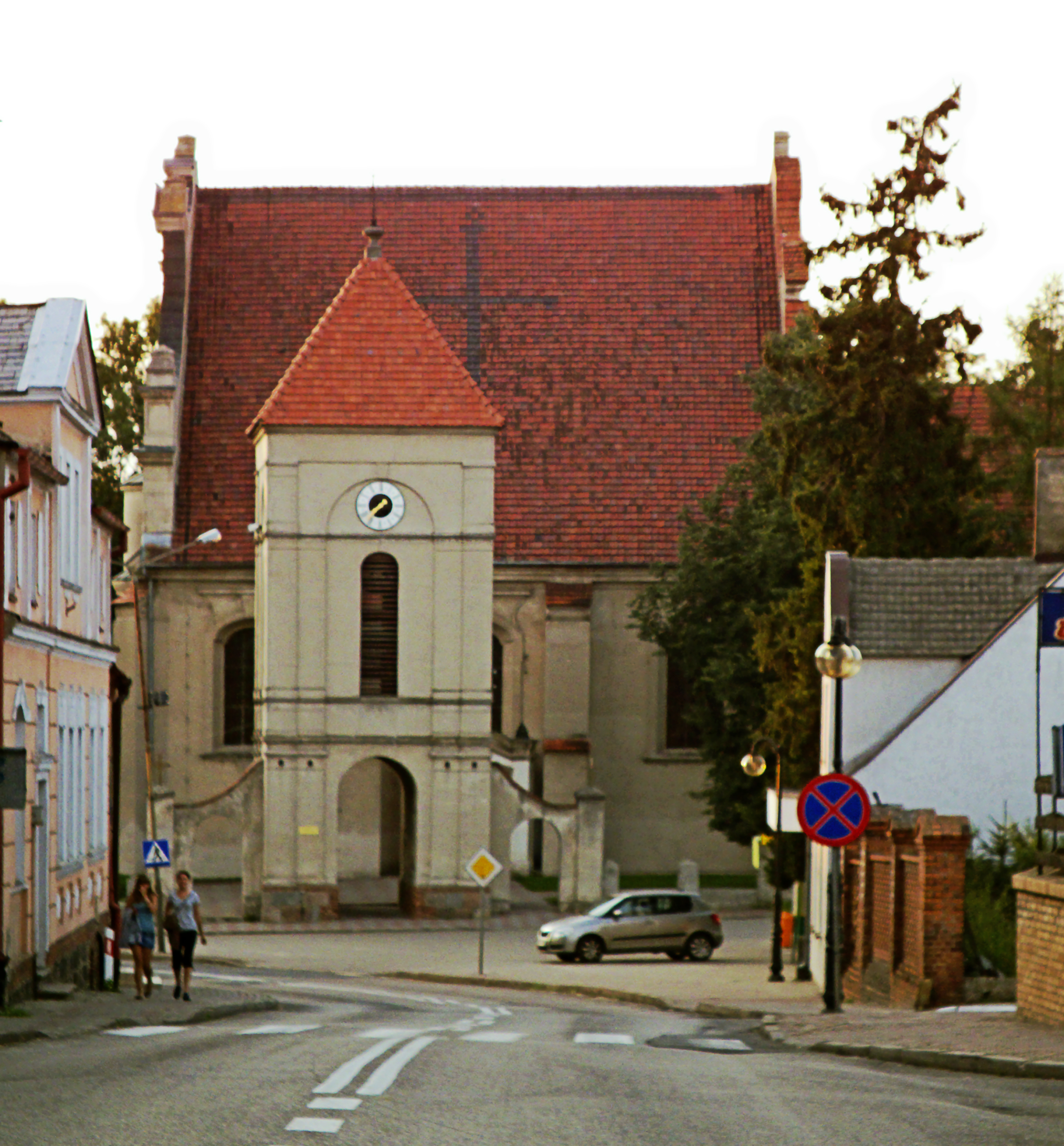
Widok na dzwonnice i kościół z rynku

W Margoninie zachowała się zabytkowa zabudowa oraz jest zachowany układ ulic z rynkiem pośrodku. Do ważniejszych zabytków należą:
- kościół parafialny św. Wojciecha, został zbudowany na początku XVII wieku. W latach 1753–1755 przeszedł gruntowną przebudowę, dzięki czemu stał się budowlą w stylu późnego baroku. Jest to budynek trójnawowy, typu halowego. Wewnątrz zachowane zostały rokokowe konfesjonały oraz ołtarz i ambona.
- neogotycki pałac – pochodzi z lat 1842–1852. Otacza go ciekawy park założony nieco wcześniej, bo już w 1788 roku. Pałac przeszedł rozbudowę w latach 1905–1907, która miała na celu przystosowanie go do funkcji siedziby Królewskiej Szkoły Leśnej. W 1989 roku wewnątrz została uruchomiona izba pamięci o gen. Józefie Wybickim. Wystawa została przeniesiona, gdyż pałac znalazł się w rękach prywatnych. Pałac i park nie są dostępne dla turystów.
- rynek zabudowany domami mieszkalnymi w większości pochodzącymi z końca XIX wieku.
- ul. Nowe Miasto, na której obejrzeć można jednolitą architektonicznie zabudowę złożoną z domów kalenicowych.
- aleja lipowa, która założona i wysadzona została przez gen. Franciszka Skórzewskiego w 1765 roku.
- dawny cmentarz żydowski.

## Wspólnoty wyznaniowe
- Kościół rzymskokatolicki – parafia św. Wojciecha[10]
- Chrześcijańska Wspólnota Ewangeliczna – placówka misyjna w Margoninie[11]

## Kultura
Organizacją życia kulturalnego w mieście zajmują się Biblioteka Publiczna Miasta i Gminy oraz Miejsko-Gminny Ośrodek Kultury. Pierwsza instytucja posiada siedzibę w Margoninie i wraz z dwiema filiami (w Próchnowie i Radwankach) posiada ponad 15 tysięcy woluminów. Co roku liczba czytelników wzrasta i obecnie z biblioteki korzysta ok. 600 tysięcy osób rocznie. Miejsko-Gminny Ośrodek Kultury upowszechnia życie kulturalne miasta i gminy. Istnieją tutaj sekcje: akwarystyczna, archeologiczna, astronomiczna, ceramiczna, historyczna czy też kowalstwa artystycznego. Mieszkańcy mogą brać udział również w zajęciach z dziedziny muzyki, plastyki. Istnieją sauna, siłownia, telewizja kablowa, małe zoo, strzelnica sportowa. MGOK posiada w swych strukturach trzy sale widowiskowe. Najmniejsza, zlokalizowana w budynku dawnej gazowni z 1902 roku posiada widownię na 60 miejsc. Widownia w remizie Ochotniczej Straży Pożarnej zgromadzi 100 osób, a sala dawnego kina „Leśnik” – 180 osób. W mieście istnieje także chór, oraz organizowane są Dziecięce Warsztaty Muzyczne. W mieście wychodzą aż cztery tytuły prasowe. Są to: „Sportowy Kurier Margoniński”, „Kroniki Margonińskie”, „Czas Margonina” oraz Pismo Katechetyczne „Słówko”.

## Gospodarka
Na terenie Margonina istnieje wiele przedsiębiorstw. Niegdyś w mieście istniały: Fabryka Mebli-oddział Pilskich Fabryk Mebli z Trzcianki, oddział Zakładów Sprzętu Sportowego „Polsport” w Chodzieży, Państwowy Ośrodek Maszynowy, czy też Gminna Spółdzielnia „Samopomoc Chłopska”. Z wyżej wymienionych tylko ta ostatnia istnieje po dziś dzień. Fabryka Mebli wraz z upadkiem zakładu-matki musiała zaprzestać działalności. W jej pomieszczeniach produkcję listew i klepek parkietowych rozpoczęła firma z udziałem kapitału zagranicznego. Zabudowania Polsportu obecnie zajmuje firma „Komfort” która kontynuuje dotychczasową działalność, a oprócz tego prowadzi usługi motoryzacyjne. Gminna Spółdzielnia „Samopomoc Chłopska” prowadzi w Margoninie sklepy detaliczne, skupy, hurtownie, piekarnię, masarnię i mieszalnię pasz. Istnieją przedsiębiorstwo „Prima” produkujące kawy, kawy rozpuszczalne, Zakład Wylęgu Drobiu „Janra”. Oprócz tych zakładów w mieście zlokalizowanych jest wiele zakładów prywatnych, spółek, sklepów, hurtowni i punktów usługowych. Na terenie gminy zlokalizowane są także: mieszalnia pasz „Janra”, oraz wytwórnia papieru toaletowego, topialnia tłuszczu, spółka „Młynpasz” zlokalizowane w znajdującej się tuż za granicami miasta Margońskiej Wsi. W zakładach tych pracuje wielu mieszkańców Margonina. W mieście istnieje Bank Spółdzielczy, kilka filii towarzystw ubezpieczeniowych, leasingowych czy kredytowych. Istnieją: poczta, posterunek policji, ośrodek zdrowia, stacje benzynowe, apteki. Od roku 2009 działa tu największa polska farma wiatrowa.

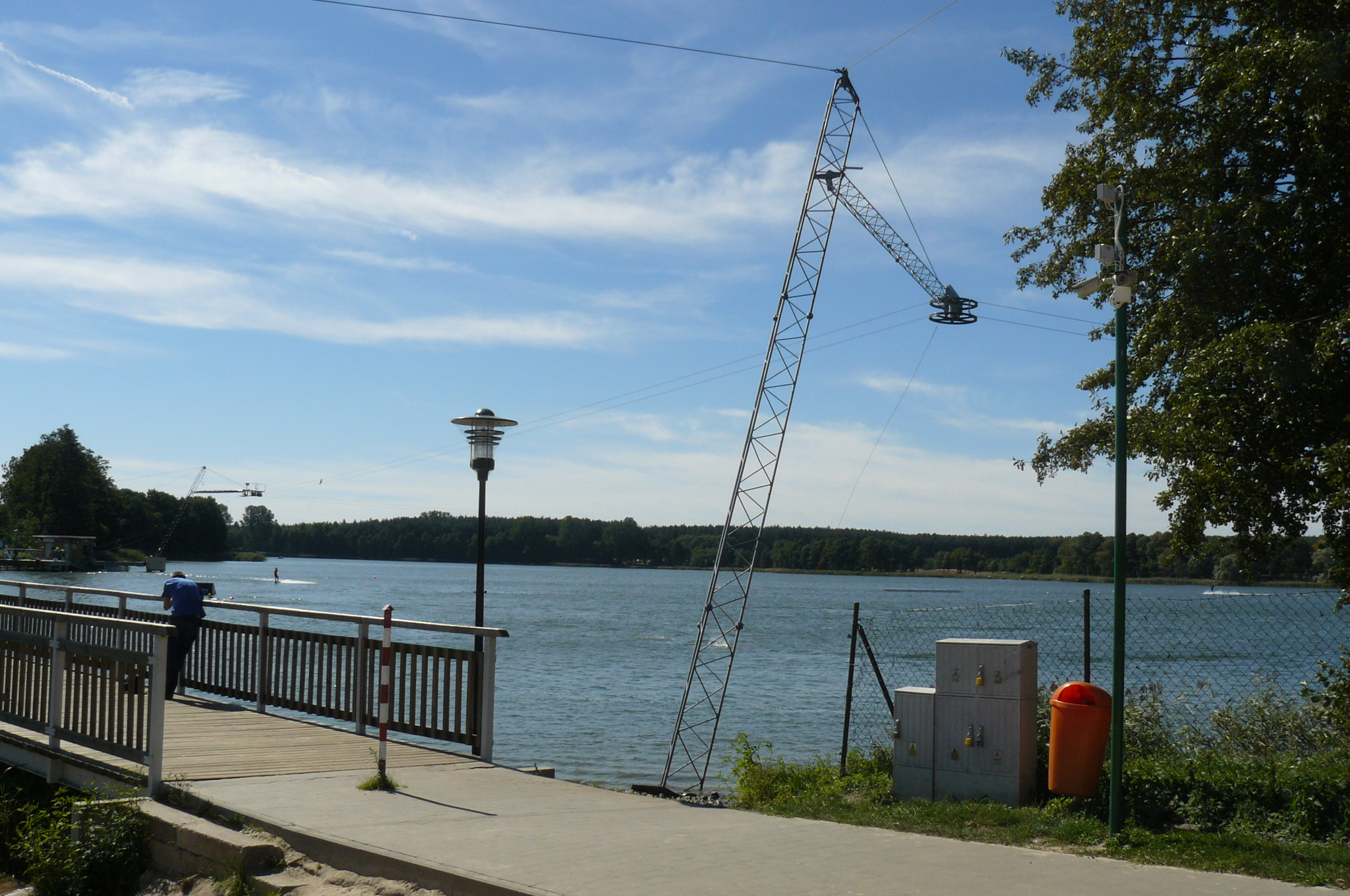
Jezioro Margonińskie i Wakeboarding

## Sport
Sport w mieście reprezentują trzy kluby sportowe „Sokół”, „Leśnik” i „Margo9”. Klub Sportowy „Leśnik” reprezentuje piłkę nożną i rozgrywa swoje mecze w sezonie 2023/2024 w V lidze, gr. wielkopolskiej I. W Margoninie drugim klubem jest Klub Strzelecki „Sokół” prowadzony przez Ligę Obrony Kraju. Trzeci reprezentant to Klub Wakeboardowy Margo9, który w sezonie letnim korzysta z wybudowanego w 2010 roku na Jeziorze Margonińskim wyciągu do nart wodnych i wakeboardu. Do niedawna istniał tutaj Klub Jeździecki, jednak przeniósł się on do pobliskiego Sypniewa w 1999 roku. W 1997 roku otwarto nowy stadion zmodernizowany przy wydatnym udziale jednej z pilskich firm. Stary stadion był w opłakanym stanie i nie nadawał się do użytku. Nowy obiekt dysponuje zapleczem sanitarnym, dwiema płytami boiska i trybunami na 750 osób.